# خوزه آنتونیو کاستیلو
خوزه آنتونیو کاستیلو (انگلیسی: José Antonio Castillo؛ زادهٔ ۱۷ فوریهٔ ۱۹۷۰) بازیکن فوتبال اهل اسپانیا است.
از باشگاه‌هایی که در آن بازی کرده‌است می‌توان به باشگاه فوتبال رئال وایادولید، باشگاه فوتبال آلمریا، گروه ورزشی شاوش، و باشگاه فوتبال مالاگا اشاره کرد.
وی همچنین در تیم ملی فوتبال زیر ۲۳ سال اسپانیا بازی کرده‌است.